# Primera División de Chile 1975
Primera División de Chile 1975 var den chilenska högstaligan i fotboll för herrar för säsongen 1975, som slutade med att Unión Española vann för fjärde gången. De nya bestämmelserna om Liguilla Pre-Libertadores justerades något till säsongen 1975 - istället för att vinnaren av Copa Chile fick en plats, så fick det lag som kom på femteplats i ligan den fjärde och sista platsen i Liguilla Pre-Libertadores.

## Kvalificering för internationella turneringar
- Copa Libertadores 1975
  - Vinnaren av Primera División: Unión Española
  - Vinnaren av Liguilla Pre-Libertadores: Palestino

## Sluttabell
Unión Española seriesegrare. Eftersom lagen Magallanes och Deportes Aviación båda kom på samma poäng och att eventuell tabellplacering skulle avgöra vilket lag som flyttades ner så spelades det en avgöra kvalmatch mellan lagen, där vinnaren stannade kvar i högsta serien och förloraren åkte ner till Segunda División.
| Plac. | Lag                  | S  | V  | O  | F  | GM | IM | MSK | Poäng |
| ----- | -------------------- | -- | -- | -- | -- | -- | -- | --- | ----- |
| 1     | Unión Española       | 34 | 20 | 10 | 4  | 76 | 36 | 40  | 50    |
| 2     | Deportes Concepción  | 34 | 20 | 8  | 6  | 56 | 30 | 26  | 48    |
| 3     | Huachipato           | 34 | 18 | 6  | 10 | 57 | 40 | 17  | 42    |
| 4     | Green Cross-Temuco   | 34 | 15 | 12 | 7  | 51 | 38 | 13  | 42    |
| 5     | Palestino            | 34 | 13 | 13 | 8  | 66 | 49 | 17  | 39    |
| 6     | Colo-Colo            | 34 | 16 | 7  | 11 | 56 | 44 | 12  | 39    |
| 7     | Lota Schwager        | 34 | 14 | 9  | 11 | 44 | 46 | -2  | 37    |
| 8     | Santiago Morning     | 34 | 13 | 7  | 14 | 59 | 68 | -9  | 33    |
| 9     | Deportes Antofagasta | 34 | 9  | 13 | 12 | 64 | 62 | 2   | 31    |
| 10    | Santiago Wanderers   | 34 | 9  | 12 | 13 | 33 | 43 | -10 | 30    |
| 11    | Deportes La Serena   | 34 | 11 | 8  | 15 | 50 | 61 | -11 | 30    |
| 12    | Everton              | 34 | 8  | 13 | 13 | 57 | 59 | -2  | 29    |
| 13    | Universidad de Chile | 34 | 10 | 9  | 15 | 50 | 56 | -6  | 29    |
| 14    | Naval                | 34 | 9  | 11 | 14 | 32 | 47 | -15 | 29    |
| 15    | Rangers              | 34 | 9  | 9  | 16 | 50 | 66 | -16 | 27    |
| 16    | Magallanes           | 34 | 9  | 8  | 17 | 45 | 65 | -20 | 26    |
| 17    | Deportes Aviación    | 34 | 8  | 10 | 16 | 40 | 63 | -23 | 26    |
| 18    | O'Higgins            | 34 | 8  | 9  | 17 | 46 | 59 | -13 | 25    |

|  | Mästare. Kvalificerade till Copa Libertadores 1975. |
|  | Kvalificerade till Liguilla Pre-Libertadores.       |
|  | Till nedflyttningskval.                             |
|  | Nedflyttade till Segunda División.                  |

| Primera División Vinnare av Primera División 1975 |
| ------------------------------------------------- |
| Chile                                             |
| Unión Española 4:e titeln                         |

### Kvalmatch
Magallanes flyttades ner och Deportes Aviación stannar kvar i högstadivisionen till nästa säsong.
|  |  | Deportes Aviación | 1–0 | Magallanes |  |  |
|  |  |                   |     |            |  |  |
|  |  |                   |     |            |  |  |
|  |  |                   |     |            |  |  |

## Liguilla Pre-Libertadores
| Plac. | Lag                | S | V | O | F | GM | IM | MSK | Poäng |
| ----- | ------------------ | - | - | - | - | -- | -- | --- | ----- |
| 1     | Palestino          | 3 | 1 | 2 | 0 | 6  | 4  | 2   | 4     |
| 2     | Concepción         | 3 | 1 | 1 | 1 | 4  | 4  | 0   | 3     |
| 3     | Huachipato         | 3 | 1 | 1 | 1 | 3  | 3  | 0   | 3     |
| 4     | Green Cross-Temuco | 3 | 0 | 2 | 1 | 3  | 5  | -2  | 2     |

Palestino vidare till Copa Libertadores 1976.